# Lazzaro Pasini

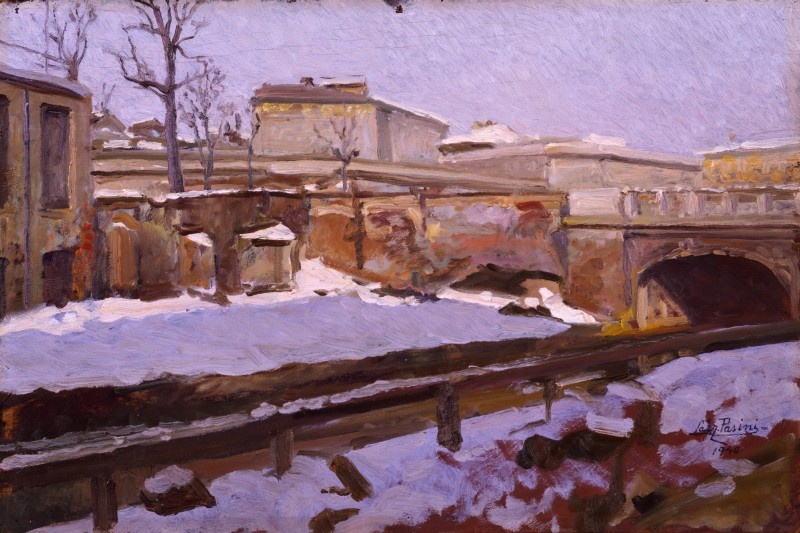
Il tombone di San Marco (1940), Fondation Cariplo.

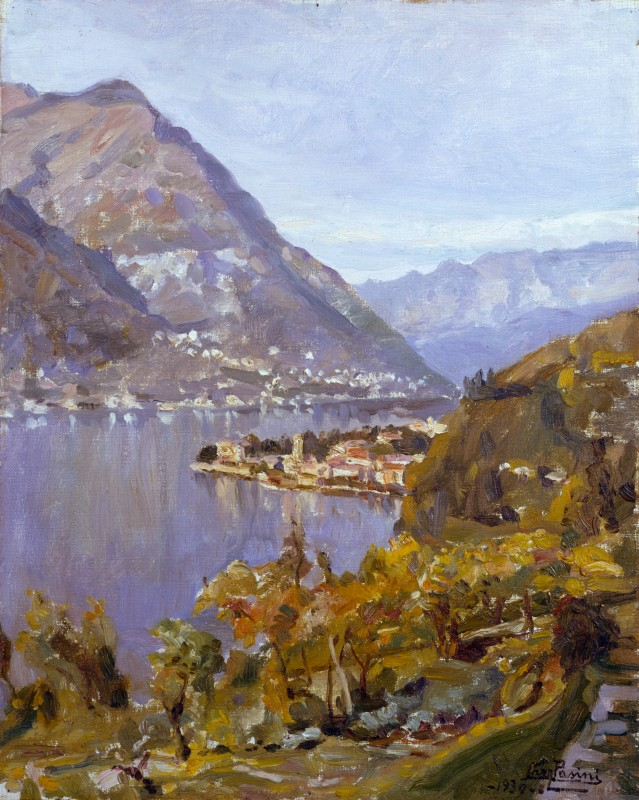
Sul lago di Como (1930), Fondation Cariplo.

Lazzaro Pasini, né en 1861 Reggio d'Émilie, et mort en 1949 à Milan, est un peintre italien.

## Biographie
Peintre paysagiste et de scènes de genre, Lazzaro Pasini est l'élève du graveur Romualdo Belloli à Reggio d'Émilie, sa ville natale. Lazzaro Pasini déménage à Florence après l'obtention d'une bourse pour étudier à l'Académie. Il fréquente l'atelier de Giovanni Fattori et, attiré par le style des Macchiaioli, il se consacre à l'exécution des paysages de la campagne toscane. En 1884, il fait ses débuts à l'Exposition nationale de Turin avec une scène de genre basée sur un thème social. Des thèmes similaires sont devenus une constante de son travail à la suite de son passage à Milan en 1886, où il est entré en contact avec des représentants du naturalisme lombard.
Au début du XXe siècle, il s'intéresse à la technique de séparation des couleurs pour obtenir des effets d'accroissement de luminisme dans des œuvres à caractère religieux et dans  ses premières réalisations lombardes, ce qui lui a valu la médaille d'or du ministère de l'Éducation en 1918. Ses œuvres matures ont été essentiellement consacrée à la peinture de paysages, avec un retour à la fin du XIXe siècle au naturalisme. Il est mort à Milan en 1949.